# Cheilocapsus
Cheilocapsus is een geslacht van wantsen uit de familie van de Miridae (Blindwantsen). Het geslacht werd voor het eerst wetenschappelijk beschreven door George Willis Kirkaldy in 1902.

## Soorten
Het genus bevat de volgende soorten:

- Cheilocapsus flavomarginatus Kirkaldy, 1902
- Cheilocapsus maculipes G.Q. Liu & H.J. Wang, 2001
- Cheilocapsus maius Yasunaga, 2018
- Cheilocapsus martius Yasunaga, 2018
- Cheilocapsus miyamotoi Yasunaga & Kerzhner, 1998
- Cheilocapsus nigrescens G.Q. Liu & H.J. Wang, 2001
- Cheilocapsus taiwanicus (Yasunaga, 1994)
- Cheilocapsus thibetanus (Reuter, 1903)